# William Berger
William Berger (también conocido como Bill Berger o Wilhelm Berger); nacido Wilhelm Thomas Berger (20 de junio de 1928, Innsbruck, Austria - 2 de octubre de 1993, Los Ángeles, Estados Unidos) fue un actor austríaco, mayormente conocido por sus interpretaciones en spaghetti westerns o Western europeos.

## Trayectoria artística
Durante sus años estudiantiles fue compañero de habitación de Keith Richards. Sus inicios profesionales fueron en obras teatrales de Broadway. 
Su trayectoria cinematográfica ronda el centenar de títulos de aventuras, thriller, western y otros géneros populares. Trabajó en un par de ocasiones con el realizador Marco Ferreri, en L'uomo dei cinque palloni (1965) y en L'harem. En esta última interpretó a uno de los pretendientes de Carroll Baker, junto a Gastone Moschin y Renato Salvatori. 
En Italia consiguió su primer papel en un Western, El cisco (1965),  de Sergio Bergonzelli. A este le seguirían otros títulos dentro del Spaghetti Western que le convirtieron en un actor característico dentro del subgénero: Cara a cara (Faccia a faccia, 1967), Si te encuentras con Sartana ruega por tu muerte (... Se incontri Sartana prega per la tua morte, 1968), Ojo por ojo (Oggi a me... domani a te!, 1968), Oro sangriento (Ehi amico... c'è Sabata, hai chiuso!, 1969) , Keoma (1976) -tal vez el último western a la italiana de culto- o California (1977).
A principios de la década de los 70, la carrera de Berger se interrumpió de manera temporal al ser encarcelado en una prisión italiana, acusado de posesión de hachís y cocaína. En este caso se vio envuelta la también actriz Carol Lobravico, que murió durante su detención en un psiquiátrico criminal. Berger sería liberado tras comprobarse que la acusación era equivocada.
Berger reemprendió su actividad cinematográfica en películas de géneros diversos. Con Jesús Franco rodó Un capitán de quince años (1972), Los Ojos Siniestros del Doctor Orloff (1973), La noche de los asesinos (1976), Cartas de amor de una monja portuguesa (1977) -inspirada en la obra de Mariana Alcoforado- o Juego sucio en Casablanca (1984). Otros títulos incluyen Superfly T.N.T. -blaxploitation interpretada en Estados Unidos-, Hércules (1983), El devorador del océano (1984), Berlín interior (1985), Hermano del espacio (1986), Teléfono mortal (Minaccia d'amore/Dial Help, 1988) o La puta del Rey (1990).
En los ochenta participaría en algunas intentonas televisivas de revitalizar el western a la italiana: Tex e il signore degli abissi (1985) de Duccio Tessari (la adaptación del cómic italiano Tex), en el que interpretó a Kit Carson, o Django 2 - Il grande ritorno (1987) de Nello Rossati.
A lo largo de su carrera, Berger trabajaría con algunos realizadores franceses e italianos de la importancia de Marco Ferreri, Costa-Gavras, Marcel Carné, Sergio Sollima, Alberto Lattuada, Dino Risi, Liliana Cavani, Giuliano Montaldo, Enrico Maria Salerno o Claude Chabrol. 
En 1985 publicó unas memorias, tituladas Half Way Home. Berger falleció en Los Ángeles, California el 2 de octubre de 1993, debido a un cáncer de próstata.

## Vida personal
Berger contrajo matrimonio en varias ocasiones, teniendo un total de seis hijos.
De su primera mujer tuvo dos hijas, Carin Berger (1952) y la actriz Debra Berger (17 de marzo de 1957). Su primer hijo varón, Wendell Nelson Berger, nació el 28 de diciembre de 1972. Su segunda esposa fue la actriz, cantante y letrista Hanja Kochansky; de ella tuvo dos hijos, la actriz Katya Berger y Kasimir Berger (Londres, 7 de octubre de 1974), actor infantil junto a su padre en la serie televisiva Christopher Columbus (1985). El 21 de junio de 1975 nació su último hijo, Alexander Völz, al que tuvo con Dörte Völz. No tuvo hijos de su último matrimonio, con Linda Berger.

## Filmografía parcial
Cine

- El coronel Von Ryan (Von Ryan's Express) (1964)
- L'uomo dei cinque palloni, de Marco Ferreri (1965)
- La lama nel corpo, de Elio Scardamaglia (1966)
- El Cisco, de Sergio Bergonzelli (1966)
- The Day the Fish Came Out, de Mihalis Kakogiannis (1967)
- La grande notte di Ringo, de Mario Maffei (1967)
- L'harem, de Marco Ferreri (1967)
- Cara a cara (Faccia a faccia), de Sergio Sollima (1967)
- Si te encuentras con Sartana ruega por tu muerte (... Se incontri Sartana prega per la tua morte), de Gianfranco Parolini (1968)
- Ojo por ojo (Oggi a me... domani a te!), de Tonino Cervi (1968)
- Oro sangriento (Ehi amico... c'è Sabata, hai chiuso!), de Gianfranco Parolini (1969)
- Sartana en el valle del oro (Sartana nella valle degli avvoltoi), de Roberto Mauri (1970)
- Cinco muñecas para la luna de agosto (5 bambole per la luna d'agosto), de Mario Bava (1970)
- Un capitán de quince años, de Jesús Franco (1972)
- Mio caro assassino, de Tonino Valerii (1972)
- Luger calibro 9: massacro per una rapina, de Peter Patzak (1973)
- Los Ojos Siniestros del Doctor Orloff, de Jesús Franco (1973)
- Il giustiziere di Dio, de Franco Lattanzi (1973)
- Superfly T.N.T., de Ron O'Neal (1973)
- La merveilleuse visite, de Marcel Carné (1974)
- Parapsycho - Spektrum der Angst, de Peter Patzak (1975)
- Morire a Roma, de Gianfranco Mingozzi (1975)
- Cuibul salamandrelor, de Mircea Dragan (1976)
- Gli amici di Nick Hezard, de Fernando Di Leo (1976)
- La carrera de una doncella (Telefoni bianchi), de Dino Risi (1976)
- La noche de los asesinos, de Jesús Franco (1976)
- Keoma (Keoma), de Enzo G. Castellari (1976)
- L'Agnese va a morire, de Giuliano Montaldo (1976)
- Cartas de amor de una monja portuguesa (Die Liebesbriefe einer portugiesischen Nonne), de Jesús Franco (1977)
- Per questa notte, de Carlo Di Carlo (1977)
- California (California), de Michele Lupo (1977)
- Esposamante (Mogliamante), de Marco Vicario (1977)
- Porco mondo, de Sergio Bergonzelli (1978)
- Die Totemschmecker, de Ernst R. von Theumer (1979)
- I viaggiatori della sera, de Ugo Tognazzi (1979)
- Il giorno del Cobra, de Enzo G. Castellari (1980)
- Holocaust - I ricordi, i deliri, la vendetta, de Angelo Pannacciò (1980)
- Bosco d'amore, de Alberto Bevilacqua (1981)
- Ripacsok, de Pál Sándor (1981)
- La vela incantata, de Gianfranco Mingozzi (1981)
- La ragazza di Trieste, de Pasquale Festa Campanile (1982)
- Hanna K., de Costa-Gavras (1983)
- Il momento dell'avventura, de Faliero Rosati (1983)
- Hércules, de Luigi Cozzi (1983)
- El devorador del océano (Shark: Rosso nell'oceano), de Lamberto Bava (1984)
- Juego sucio en Casablanca, de Jesús Franco (1984)
- Berlín interior (Interno berlinese), de Liliana Cavani (1985)
- Tex y el señor de los abismos (Tex e il signore degli abissi), de Duccio Tessari (1985)
- Hermano del espacio (1986)
- Il giorno prima, de Giuliano Montaldo (1987)
- Der todt des Empedokles, de Danièle Huillet y Jean-Marie Straub (1987)
- Luci lontane, de Aurelio Chiesa (1987)
- Teléfono mortal (Minaccia d'amore/Dial Help), de Ruggero Deodato (1988)
- Maya, de Marcello Avalone (1989)
- Doctor M., de Claude Chabrol (1990)
- La puta del rey (La putain du roi), de Axel Corti (1990)
- 18000 giorni fa, de Gabriella Gabrielli (1993)
- Berlin '39, de Sergio Sollima (1994)
- The Golden Beetle, de Jesús Franco (1994)

Televisión

- Reporter's Story, de Guido Zurli (1977)
- Circuito chiuso, de Giuliano Montaldo (1978)
- Il treno per Istanbul (1979)
- I ragazzi di celluloide, de Sergio Sollima (1981)
- Un'avventura a Campo de' Fiori, de Luigi Magni (1982)
- Escarlata y negro (The Scarlett and the Black), de Jerry London (1983)
- I ragazzi di calluloide 2, de Sergio Sollima (1984)
- Die Försterbuben, de Peter Patzak (1984)
- Cristoforo Colombo, de Alberto Lattuada (1985) (miniserie)
- Going for the Gold: The Bill Johnson Story, de Don Taylor (1985)
- I due prigionieri, de Anton Giulio Majano (1985)
- Una grande storia d'amore, de Duccio Tessari (1987)
- Appuntamento a Trieste, de Bruno Mattei (1987) (miniserie)
- Le due croci (1988)
- Peligrosa de noche (I'm Dangerous Tonight), de Tobe Hooper (1990)
- Il barone, de Alessandro Fracassi, Richard T. Heffron y Enrico Maria Salerno (1995) (miniserie)